# 阿鲁米古斯里拉惹卡丽安曼玻璃庙
阿鲁米古斯里拉惹卡丽安曼玻璃庙（英語：Arulmigu Sri Rajakaliamman Glass Temple，另译“惹咪咕斯里惹迦克里阿曼玻璃庙”）亦称新山玻璃庙，是马来西亚柔佛州新山市地不佬路最古老的印度教寺庙。它始建于1922年，在2010年翻修成玻璃制的兴都庙。

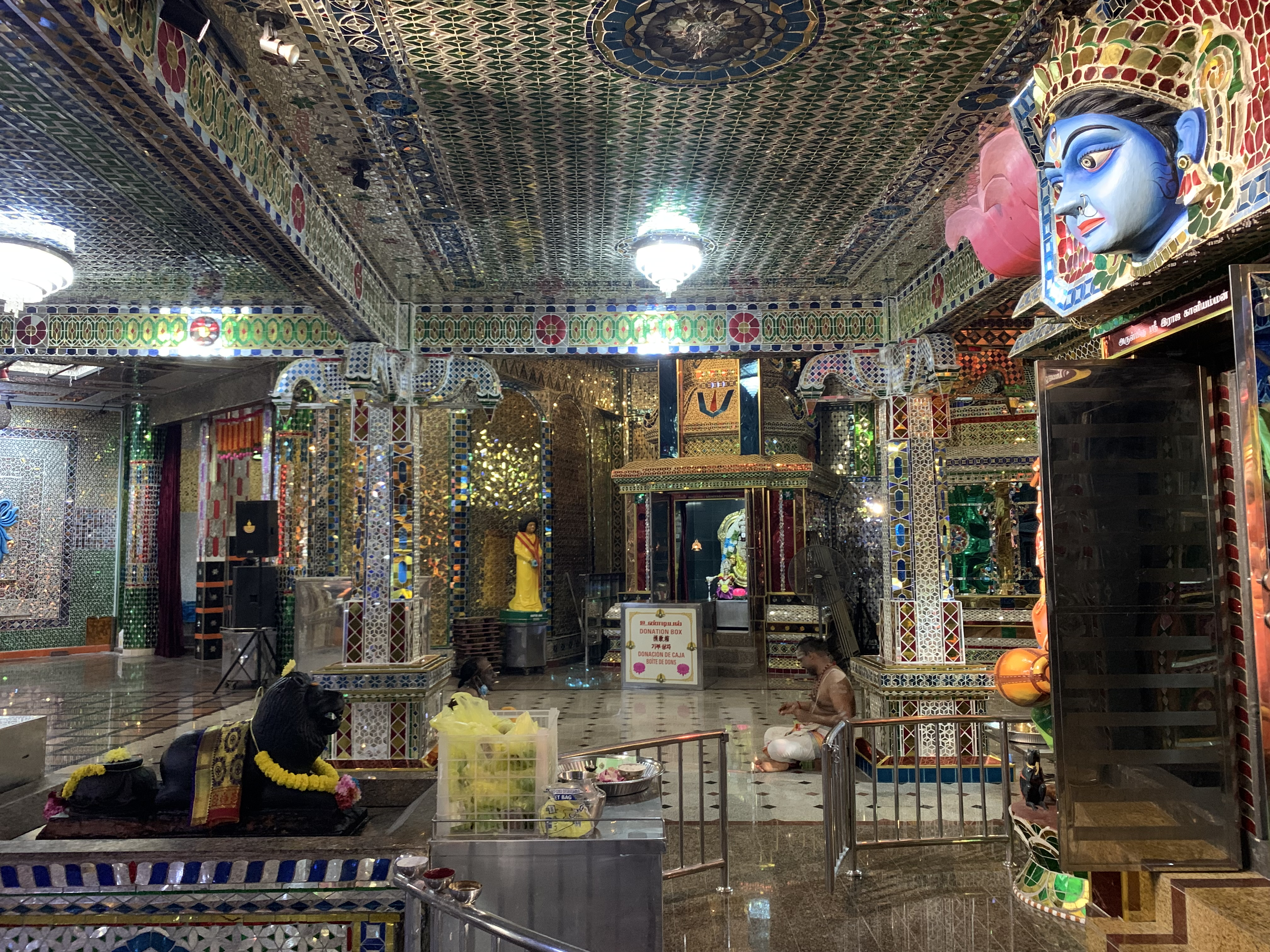
阿鲁米古斯里拉惹卡丽安曼玻璃廟的内部

该庙于2010年5月12日在《马来西亚记录》中被列为全国第一座也是唯一一座玻璃制的兴都庙，也是世界第一座玻璃制的兴都庙。

## 历史
这座寺庙是新山最古老的印度教寺庙之一，位于敦拉萨路（Jalan Tun Abdul Razak）和莫哈末泰益路（Jalan Mohd Taib）之间的铁路轨道旁边（或靠近地不佬高速公路）。它始于1922年，当时是柔佛苏丹提供的一个简单的土地庇护所。
1991年，现任寺庙主席兼首席牧师，亦称古鲁（Guru Bhagawan Sittar）的Sri Sinnathamby Sivasamy从他父亲那里继承了寺庙的管理权。他是寺庙背后的灵感和推动力。古鲁承诺重建这座寺庙，继承它曾经的简陋小屋。尽管困难重重，但这座寺庙于1996年重建并正式重新开放。

### 修建玻璃庙
古鲁在他去曼谷的一次旅行中获得灵感，用玻璃重建了这座寺庙。当他乘坐嘟嘟车时，他看到了大约2公里（1.2英里）外的钻石般闪耀的光芒。司机告诉他那是一个寺庙（wat）。到了那里，他才发现，映入眼帘的是寺庙门口的玻璃艺术品。
他很惊讶一件小小的玻璃艺术品可以从很远的距离吸引他的注意力。这启发了他在该寺使用这种技术。他相信一座完全装饰有令人印象深刻的玻璃艺术品的寺庙将吸引来自世界各地的当地信徒和游客。
2008年开始对寺庙进行玻璃配件改造，2009年10月竣工。从那时起，它已成为该州的主要旅游景点之一。

## 建筑
水晶枝形吊灯发出的光反射在门、柱子、墙壁和天花板上，形成明亮的火焰，最初令人眼花缭乱。至少 90% 的寺庙由 300,000 块红、蓝、黄、绿、紫和白玻璃镶嵌而成。
Athma Lingam圣所的核心是湿婆的莲花，奉献者可以在莲花上浇玫瑰水并进行祈祷。 古鲁说，这个特殊的圣地是马来西亚第一个设计的墙壁，上面完全覆盖着来自尼泊尔的 300,000 颗穆克尼金刚菩提子珠子。
墙壁似乎具有不寻常的浮雕纹理。
每一颗如释迦牟尼珠都嵌在墙上，念诵着祈祷文。全空调寺庙设有一间咖啡厅，为特殊活动供应素食餐点，以及毗邻建筑的一个多功能厅。

## 参观
这座寺庙位于新山地不佬高速公路的一号路22号，可通过敦拉萨路（Jalan Tun Abdul Razak）和与金秀大楼（Gim Shew Building）接壤的车道抵达。提供汽车和长途汽车停车位，还提供鞋子存放服务。
它每天早上7点到晚上10点对信徒开放，游客的参观时间在下午1点到5点之间。

## 图库

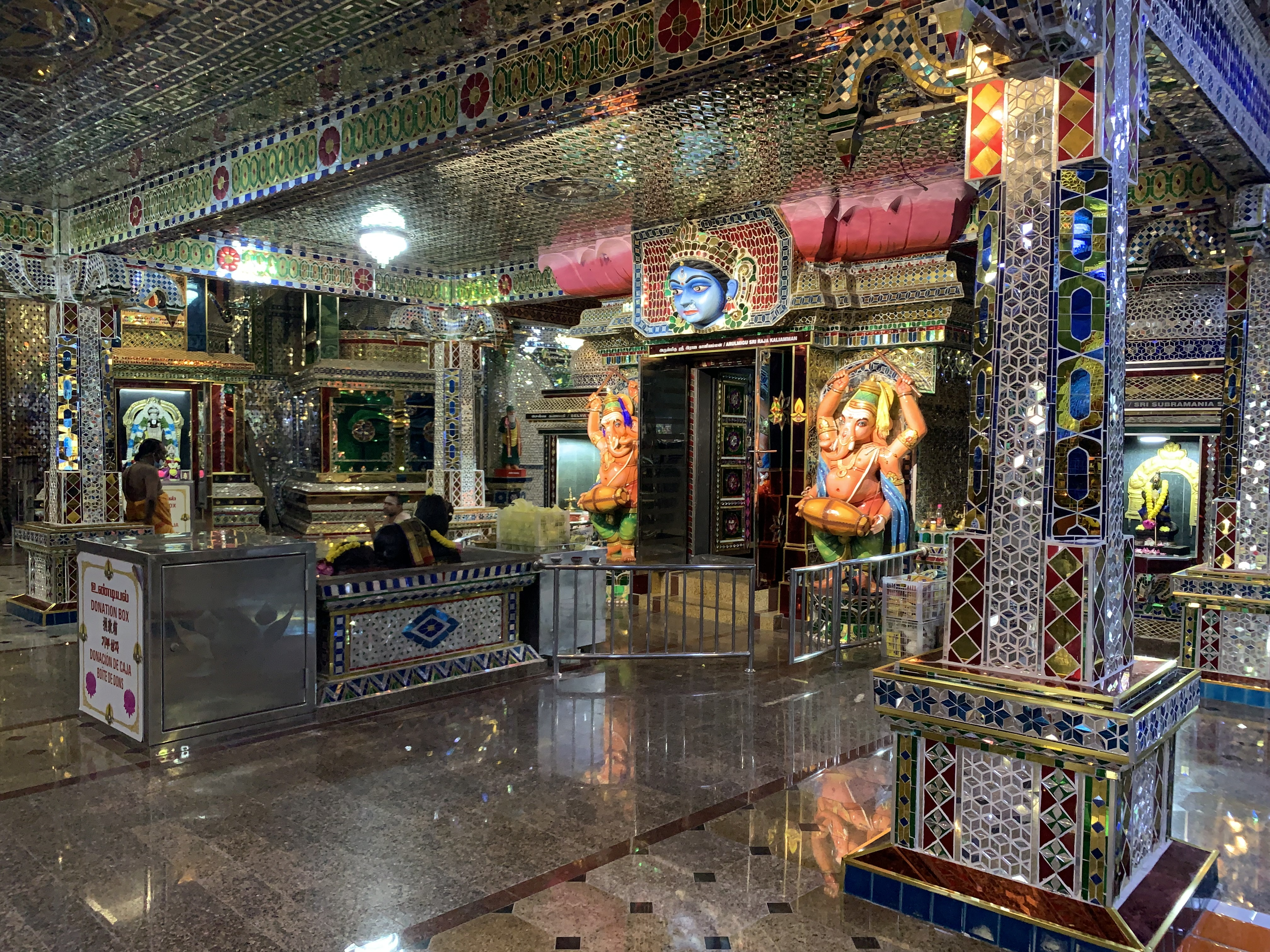
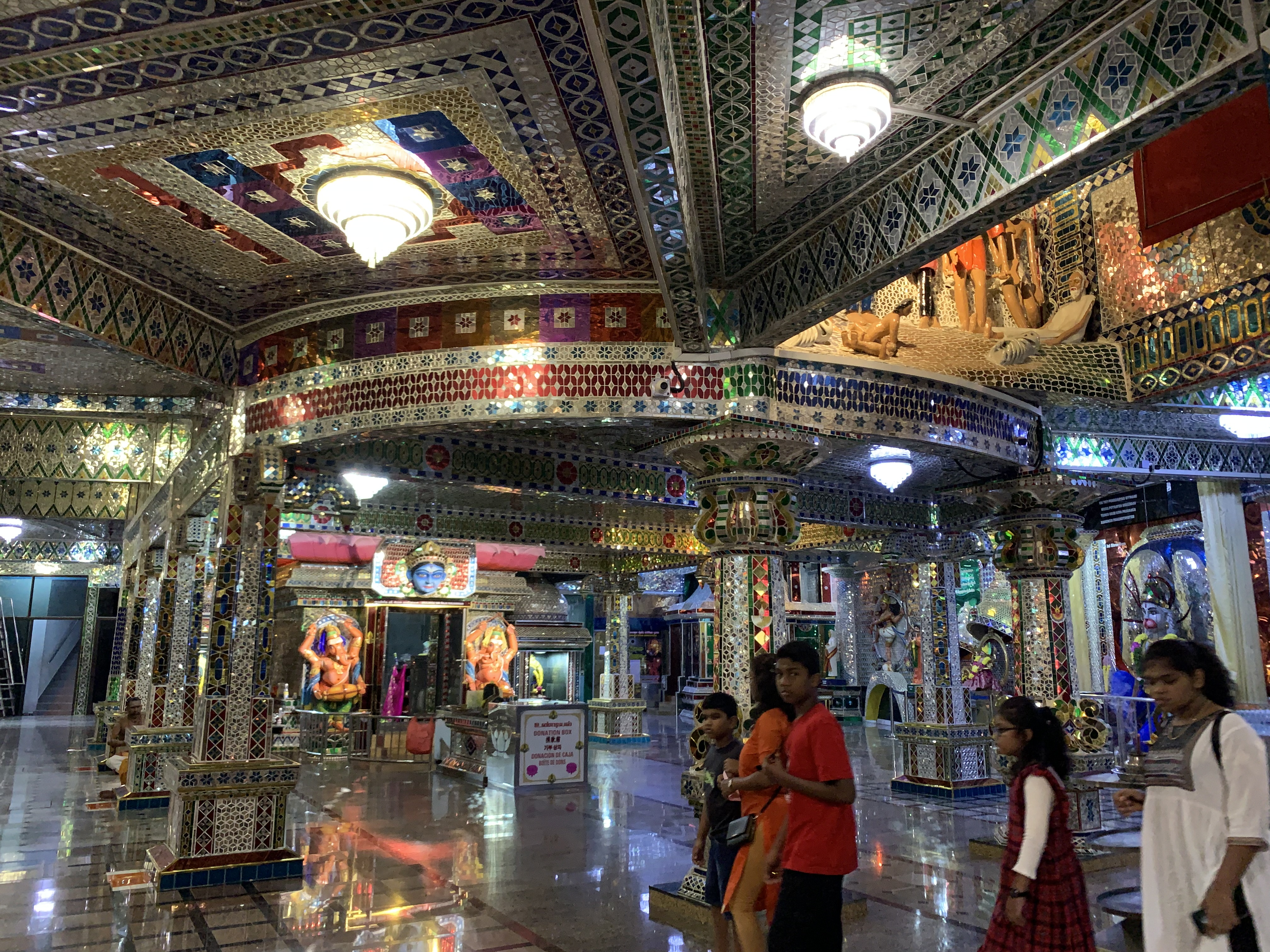
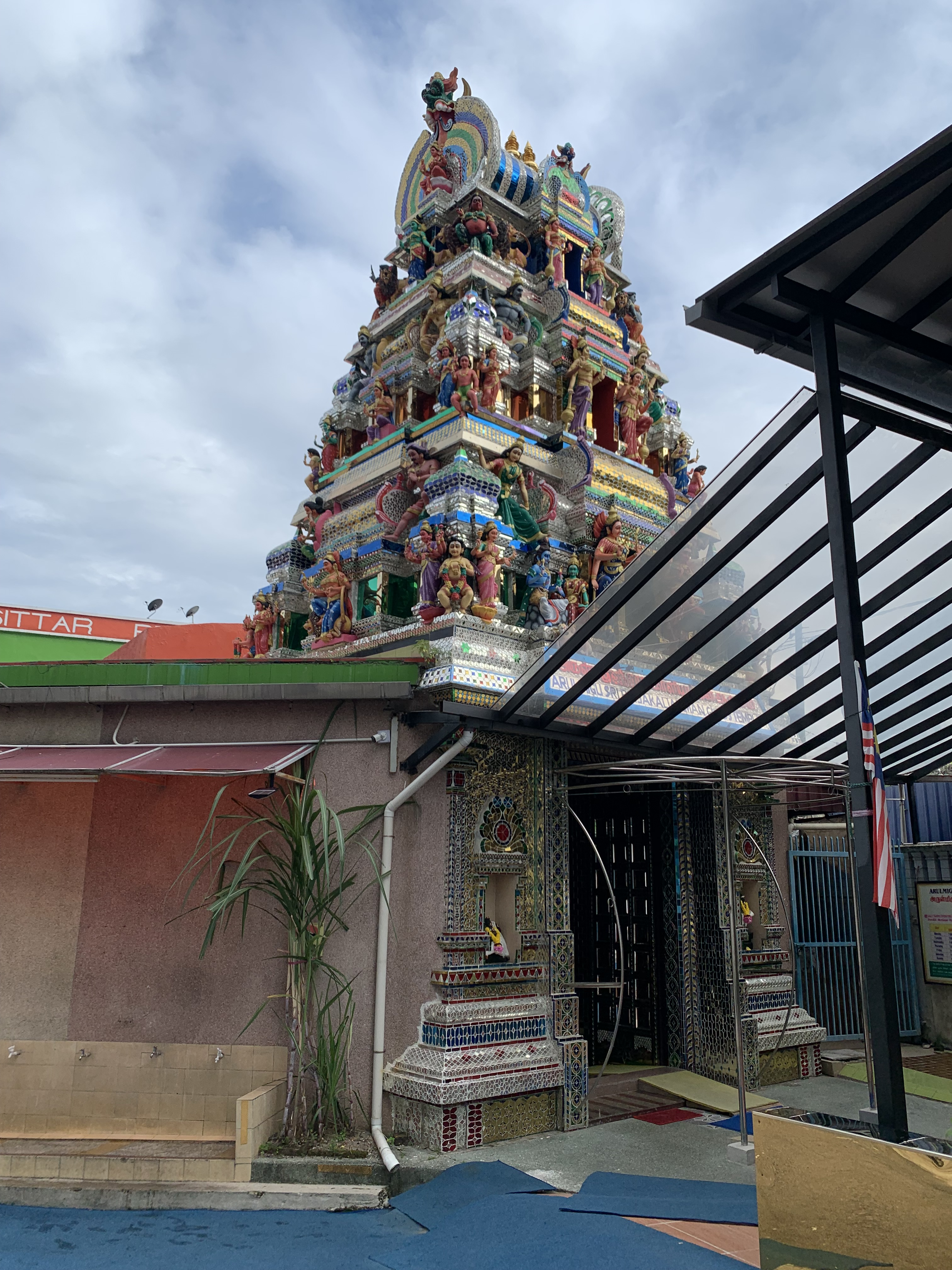